# Albert Pahimi Padacké
Albert Pahimi Padacké (en árabe: ألبر بهيمي بدكي‎; Pala, 15 de noviembre de 1966) es un político chadiano, ex primer ministro de Chad desde el 26 de abril de 2021 hasta su renuncia el 12 de octubre de 2022. Previamente fue primer ministro de 2016 a 2018, cuando renunció.

## Carrera política
Durante los años noventa, Pahimi Padacké fue ministro de Finanza y posteriormente ministro de Comercio hasta que fue despedido por el presidente Idriss Déby en noviembre de 1997 por faltar al trabajo; el gobierno de Déby inesperadamente visitó edificios gubernamentales y destituyó a Pahimi Padacké, junto con dos otros ministros, cuándo se dieron cuenta de que no estaban presentes en sus puestos de trabajo. Pahimi Padacké se convirtió más tarde en secretario de Estado para Finanzas en febrero de 2001, antes de ser ministro de Minería, Energía, y Petróleo en el gobierno, siendo nombrado el 8 de abril de 2001. En agosto de 2001, fue ministro sin Carpeta, manteniéndose así hasta junio de 2002.
Fue elegido a la Asamblea Nacional en las elecciones legislativas en abril de 2002, siendo candidato del Congreso Nacional por la Democracia en Chad (RNDP-Le Réveil), representando a la ciudad de Pala, en Mayo-Dallah. Desde junio de 2002 hasta agosto de 2005, fue miembro de la Comunidad Económica y Monetaria de los Estados de África Central. Fue posteriormente nombrado ministro de la agricultura por su gobierno el 7 de agosto de 2005.
Se postuló como candidato presidencial, representando al RNDP-Le Réveil en las elecciones presidenciales en mayo de 2006, posicionándose en tercer lugar con un 7.82 % de los votos. El 29 de mayo del mismo año, poco después de que los resultados finales fuesen anunciados, felicitó a Déby por haber ganado las elecciones. Los principales partidos de oposición no participaron en la elección, afirmando que existía fraude electoral.
Pahimi Padacké ejerció como ministro de Agricultura hasta que fue nombrado ministro de la Justicia, el 4 de marzo de 2007. Posteriormente fue movido al cargo de ministro de Correos, Tecnologías de Información y Comunicaciones por el gobierno el 23 de abril de 2008.

### Primer ministro
Déby nombró a Pahimi Padacké como primer ministro el 13 de febrero de 2016. Presentó su dimisión el 3 de mayo de 2018, tras la adopción de una nueva constitución que suprimía el cargo de primer ministro. Esto se efectuó al día siguiente, día en el que se promulgó la constitución.
Tras la muerte de Idriss Déby en 2021, el Consejo Militar de Transición lo nombró primer ministro del gobierno de transición. Renunció el 11 de octubre de 2022, siendo sucedido por Saleh Kebzabo al día siguiente.
El 13 de marzo de 2024, Albert Pahimi Padacké fue propuesto por su partido, el Rally Nacional por la Democracia en Chad (RNDT-Le Réveil), como candidato a las elecciones presidenciales del 6 de mayo de 2024.